# Merodon hayati
Merodon hayati är en tvåvingeart som beskrevs av Hurkmans 1997. Merodon hayati ingår i släktet narcissblomflugor, och familjen blomflugor.
Artens utbredningsområde är Turkiet. Inga underarter finns listade i Catalogue of Life.